# Lowell Gilmore
Lowell Gilmore (* 20. Dezember 1906 in Saint Paul, Minnesota; † 31. Dezember 1960 in Hollywood, Kalifornien) war ein US-amerikanischer Schauspieler.

## Leben und Karriere
Über das frühe Leben von Lowell Gilmore ist wenig bekannt. 1929 arbeitete er als Inspizient beim Broadway-Stück The First Mrs. Fraser, wo er die Chance erhielt, den Schauspieler Eric Elliott in dessen Rolle zu ersetzen. In den 1930er-Jahren hatte er eine erfolgreiche Broadway-Karriere mit Stücken wie The Wind and the Rain (1934), The Taming of the Shrew (1935) und Leave Her to Heaven (1940). 
Sein Kinodebüt gab er 1944 in Jacques Tourneurs Kriegsdrama Days of Glory in einer größeren Rolle als stellvertretender Offizier von Gregory Peck. Seine zweite Filmrolle war der Maler Basil Hallward in Das Bildnis des Dorian Gray (1945), der Verfilmung des Literaturklassikers von Oscar Wilde. In den folgenden Jahren spielte er besonders oft im Genre des Abenteuerfilms, unter anderem als zukünftiger König Richard III. in Schwarze Pfeile (1948), als Bezirkshauptmann im König Salomons Diamanten (1950) sowie als schurkischer Grafen von Flandern in Robin Hoods Vergeltung (1950). Obwohl Gilmore gebürtig aus Minnesota stammte, spielte der Schauspieler mit dem gewellten Haar vor der Kamera besonders häufig Briten. In Nebenrollen verkörperte er häufig hochgestellte Figuren wie beispielsweise Ärzte, Offiziere oder Aristokraten, die zugleich aber auch nicht selten unsympathische Snobs oder gar der Filmschurke waren.
In den 1950er-Jahren wurden seine Filmrollen zunehmend unbedeutender, doch er hatte viele Gastauftritte in Fernsehserien wie Alfred Hitchcock Presents und The Jack Benny Program. Er verkörperte außerdem Pontius Pilatus in der Fernsehserie The Living Christ Series (1951) und später im Film Day of Triumph (1954). 1958 stand er letztmalig für eine Fernsehserie vor der Kamera, insgesamt umfasst sein filmisches Schaffen mehr als 70 Film- und Fernsehproduktionen. Lowell Gilmore starb an Silvester 1960 im Alter von 53 Jahren in Hollywood, die Todesursache ist nicht überliefert.

## Filmografie (Auswahl)
- 1939: Hay Fever (Fernsehfilm)
- 1944: Days of Glory
- 1945: Das Bildnis des Dorian Gray (The Picture of Dorian Gray)
- 1945: Johnny Angel
- 1947: Kalkutta (Calcutta)
- 1948: Robin Hoods große Liebe (The Prince of Thieves)
- 1948: Schwarze Pfeile (The Black Arrow)
- 1948: Achtung! Atomspione! (Walk a Crooked Mile)
- 1949: Der geheime Garten (The Secret Garden)
- 1949: Schwert in der Wüste (Sword in the Desert)
- 1950: Liebe unter schwarzen Segeln (Fortunes of Captain Blood)
- 1950: Robin Hoods Vergeltung (Rogues of Sherwood Forest)
- 1950: Tripolis (Tripoli)
- 1950: König Salomons Diamanten (King Solomon’s Mines)
- 1951: The Living Christ Series (Miniserie, 5 Folgen)
- 1951: Der maskierte Kavalier (The Highwayman)
- 1952: Hongkong (Hong Kong)
- 1952: Mann gegen Mann (Lone Star)
- 1952: Androkles und der Löwe (Androcles and the Lion)
- 1952: Schiff ohne Heimat (Plymouth Adventure)
- 1953: I Beheld His Glory (Fernsehfilm)
- 1954: Saskatschewan (Saskatchewan)
- 1954: Day of Triumph
- 1955: Der Seefuchs (The Sea Chase)
- 1955: Der gelbe Strom (Blood Alley)
- 1955: Flicka (My Friend Flicka, Fernsehserie, Folge 1x14)
- 1956: Alfred Hitchcock präsentiert (Alfred Hitchcock Presents, Fernsehserie, Folge 1x20)
- 1956: Um jeden Preis (Comanche)6)
- 1956: Jack-Benny-Show (The Jack Benny Program, Fernsehserie, Folge 7x02)
- 1957: Ein Herzschlag bis zur Ewigkeit (Jeanne Eagels)
- 1958: The Adventures of Jim Bowie (Fernsehserie, Folge 2x28)